# عبد الله الدفعي
عبد الله حسين الدفعي، سياسي ووزير ودبلوماسي يمني سابق. تقلد العديد من المناصب الرفيعة، منها وزيرًا للأشغال العامة والطرق وسفيرًا لليمن لدى دولة الإمارات العربية المتحدة.

## حياته والمناصب التي تقلدها
هو من مواليد مدينة صنعاء، وهو نجل حسين محمد الدفعي أحد ثوار ثورة 26 سبتمبر 1962 وعضو مجلس قيادة الثورة. تقلد العديد من المناصب الرفيعة خلال مشوار حياته السياسية، حيث شغل خلال الفترة (1997-2006) منصب وزير الأشغال العامة والطرق في أربع حكومات متتالية، هي:
حكومة فرج بن غانم (15 سبتمبر 1997م - 15 مايو 1998م)،،
حكومة الإرياني (16 مايو 1998م - 3 أبريل 2001م)،،
وحكومة باجمال 2001 (4 أبريل 2001م - 16 مايو 2003م)،،
وحكومة باجمال 2003 (17 مايو 2003م - 11 فبراير 2006م)،
وقد حققت وزارة الأشغال العامة والطرق في عهده إنجاز العديد من المشاريع التنموية الحيوية المتمثلة بالطرق الرابطة بين المحافظات اليمنية وبين المدن والريف اليمني، والتي كان لها دور إيجابي في تقديم خدمة متميزة لسكان المدن والقرى والمناطق النائية التي ظلت اعواماً تفتقد لمثل هذه المشاريع الحيوية.
عُيِّن في 20 سبتمبر 2007م سفيراً لليمن لدى دولة الإمارات العربية المتحدة وظل في المنصب حتى 2013.

## وفاته
توفي في 30 اكتوبر 2015م في إحدى مستشفيات القاهرة إثر مرض عضال، ودفن في صنعاء بتشييع رسمي وشعبي كبير.